# Мероне
Меро̀не (на италиански: Merone; на ломбардски: Merun, Мерун) е малко градче и община в Северна Италия, провинция Комо, регион Ломбардия. Разположено е на 280 m надморска височина. Населението на общината е 4120 души (към 2017 г.).